# General Severiano (Sede do Botafogo)

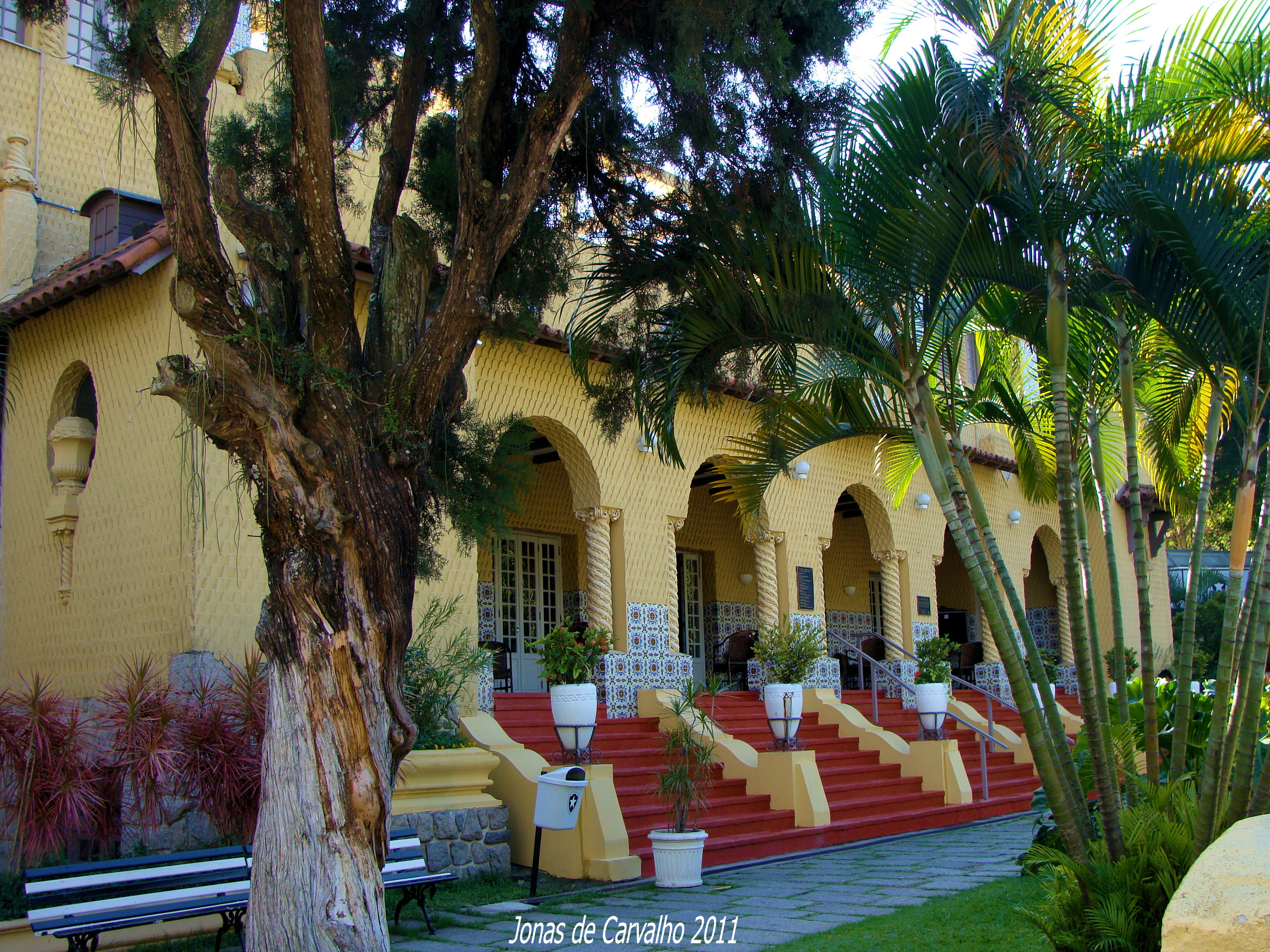
Palacete de General Severiano

General Severiano é a sede do Botafogo de Futebol e Regatas. O clube foi para o local em 1912 que desde 1928 possui o palacete Neocolonial. A sede ficou conhecida pelo nome da rua onde era a antiga entrada, a Rua General Severiano, no bairro de Botafogo. A sede perpassou por praticamente toda a história do Botafogo e do futebol  brasileiro desde os primórdios e ao longo de todo o século XX, até os dias de hoje.
Foi em General Severiano que nasceram as lendas, a mística e a superstição em torno do Botafogo e por onde passaram personagens como Heleno de Freitas, Carlito Rocha, Biriba, João Saldanha, Neném Prancha, além de ter sido o local onde ocorreram episódios como o famoso primeiro treino de Garrincha ao dar um baile em Nílton Santos. Os torcedores do Botafogo mantém uma forte ligação afetiva com General Severiano, ali fica a sala de troféus do clube, e na porta da sede, a estátua do Manequinho, onde se comemoram os títulos. 

## História

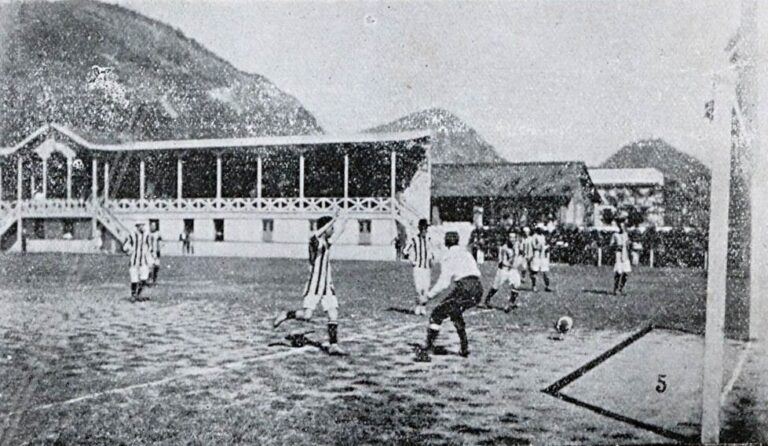
General Severiano em 1915

Em 1912 o Botafogo se mudou para a Rua General Severiano, que veio substituir definitivamente os antigos campos do Botafogo usados a partir de 1904, fundação do clube. Nos primórdios do futebol amador do Rio de Janeiro, o clube chegou a jogar em plena via pública, e teve seu primeiro  local de jogos no campinho da Rua Conde de Irajá, onde a delimitação das balizas fazia-se com palmeiras imperiais e a vizinhança sofria com as vidraças das suas janelas permanentemente partidas por causa dos rapazes alvinegros amantes da bola. De lá passou para o estádio da Rua Voluntários da Pátria e finalmente em 1912, foi para General Severiano que na época nada mais era do que um matagal.

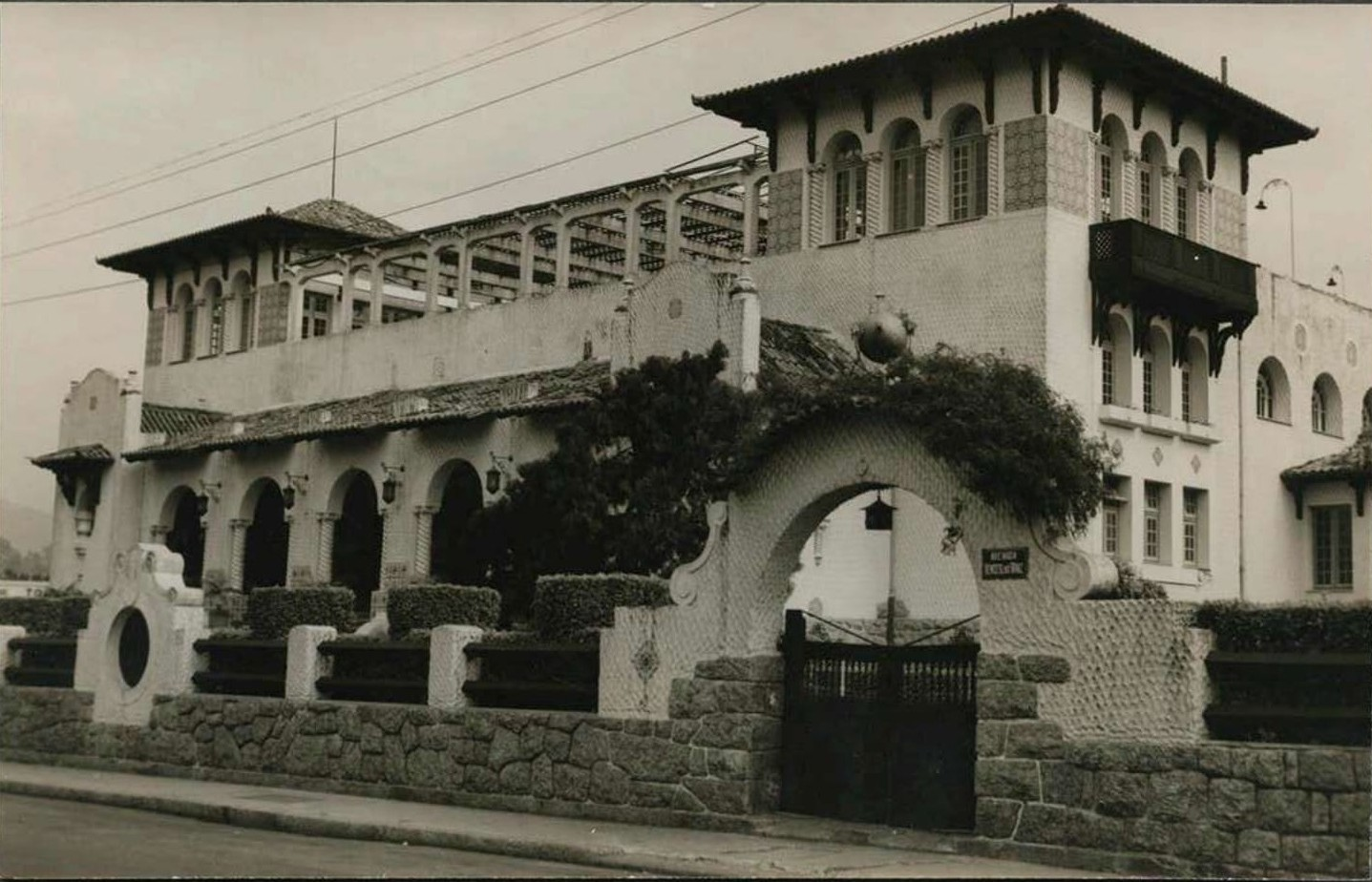
O Palacete de General Severiano nos anos 1960

Com algumas obras, o terreno de General Severiano passou a ter um campo de futebol e arquibancadas de madeira já nos primeiros anos. O primeiro jogo ocorreu em 13 de maio de 1913 em partida válida pelo Campeonato Carioca de Futebol, com vitória do Botafogo sobre o Flamengo. O local se desenvolveu ao longo dos anos que seguiram até que em 1927, novas obras foram iniciadas e o Palacete foi erguido para ser inaugurado definitivamente na noite de 15 de dezembro de 1928 com um baile de gala, sendo desde então a sede social e administrativa do clube, o palacete foi construído como um amplo casarão em estilo eclético, pintado de cor salmão, com a nova sede o número de sócios do clube aumentou em pouco tempo de 700 para mais de 4.000.

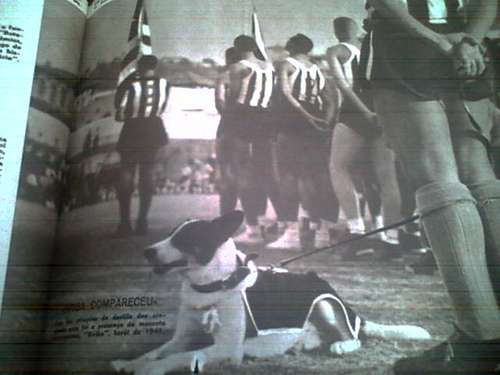
O cachorro Biriba em General Severiano

O crescimento de General Severiano acompanha a transição do amadorismo para o profissionalismo, foi em 1937 que o antigo estádio ao lado do Casarão,  passou por outra grande reforma e ampliação, deixando de ter arquibancadas de madeira e passando a ter arquibancadas de cimento. Em 1948, foi quando ocorreu o que é provavelmente a conquista mais marcante no antigo campo: O título carioca de 1948, quando o Botafogo venceu por 3x1 o expresso da vitória do Vasco. Com o surgimento do Maracanã em 1950, o Botafogo passou a jogar consideravelmente menos em General Severiano, porém ainda um palco importante durante todos os anos 1950 e 1960 e por onde passaram todos os ídolos do clube, na era de ouro do futebol brasileiro.

## Venda da sede e demolição do estádio
Ver artigo principal:Estádio de General Severiano
Em 1976, presidido por Charles Macedo Borer, o clube, mal administrado e afundado em dívidas, vendeu a sede para a Companhia Vale do Rio Doce e o antigo estádio foi demolido, mas a sede social posteriormente se salvou. Poucas horas antes da venda ser aprovada no clube, Carlito Rocha, histórico presidente dos anos 1940, no alto dos seus 86 anos fez esforços para que a venda não ocorresse e se dirigiu a General Severiano à tarde.
"O Botafogo não pode sair daqui, o Botafogo é o maior clube do Brasil, é uma instituição nacional. Eu só peço uma coisa, não decidam nada, me dêem apenas 15 dias que eu resolvo, vou ao presidente da república, exponho tudo. O Botafogo não pode sair daqui, esse chão é nosso, é a vida do clube."— Carlito Rocha (Revista Placar)

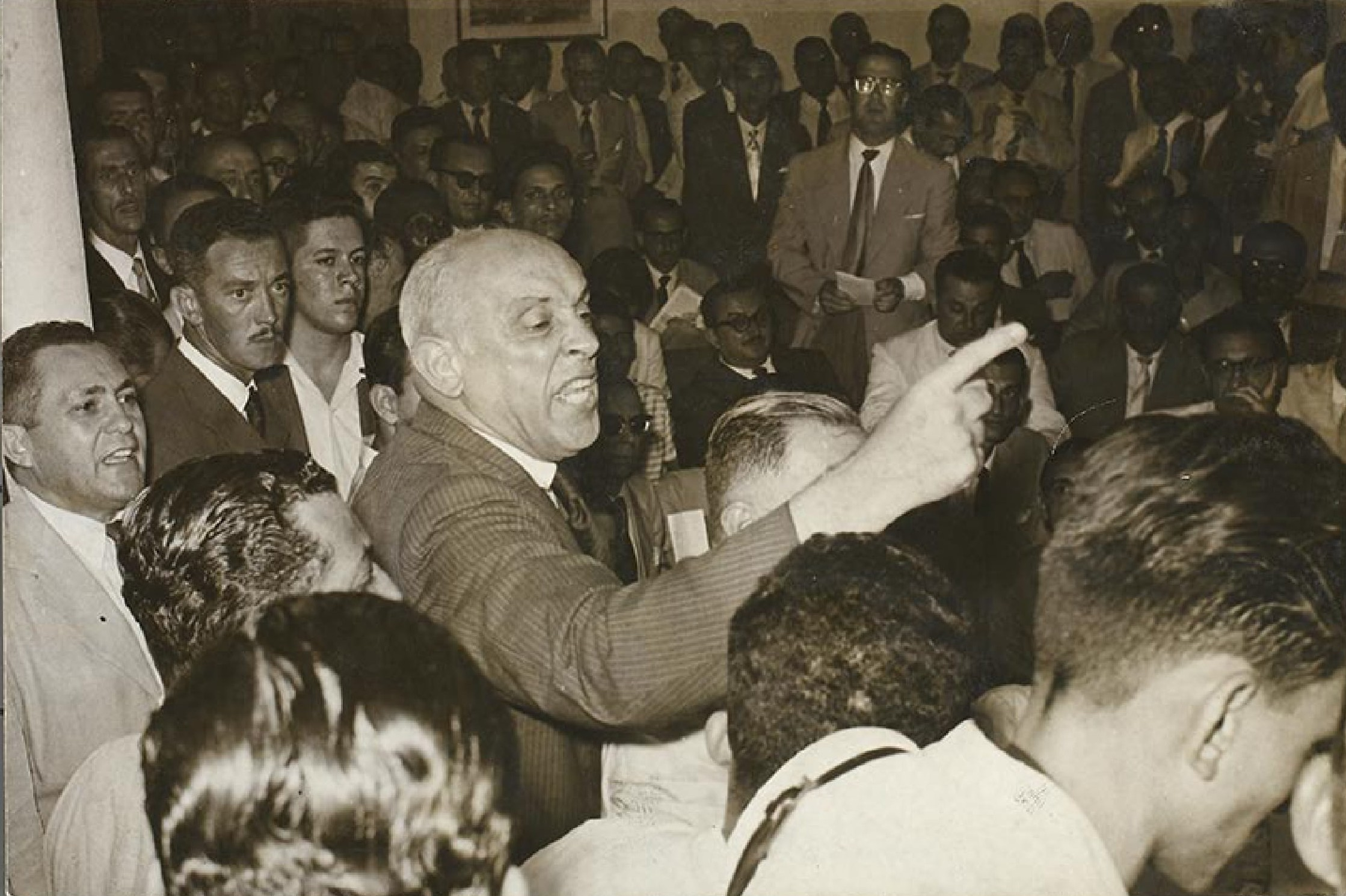
Carlito Rocha

Suas palavras não tiveram efeito para os 140 conselheiros que em reunião especial à noite, aprovaram a venda.
Após a venda, o Botafogo mudou-se para o Mourisco Mar na Praia de Botafogo e passou a mandar seus jogos em Marechal Hermes, em um estádio com pouca infraestrutura onde ficou desde 1977 e por todos os anos 80, este momento coincidiu com alguns dos piores resultados do clube dentro de campo e do auge do jejum de 21 anos sem títulos. Nos anos 1980 quando o Botafogo jogava em Marechal Hermes era possível ver o saudosismo de torcedores através de faixas com os dizeres ''Marechal é legal, mas meu coração é em General''.

## De volta para casa
No início da década de 1990, o clube readquiriu o terreno, através de permuta pela área do seu ginásio coberto no Mourisco, na Praia de Botafogo. Com o terreno, retomou posse do casarão que foi sua antiga sede e se encontrava em estado de ruína - um processo de tombamento como patrimônio histórico da cidade impedira a Vale de colocá-la abaixo para construir um edifício-sede da companhia. Em 1994, na gestão do presidente Carlos Augusto Montenegro, o alvinegro retornou ao palacete. Parte da área original, entretanto, se perdeu devido à construção de um shopping center, atualmente chamado Casa Gourmet, em parte do antigo terreno e no sub-solo do clube. Além da parte esportiva, a sede concentra também a diretoria do clube, bem como sua parte administrativa.

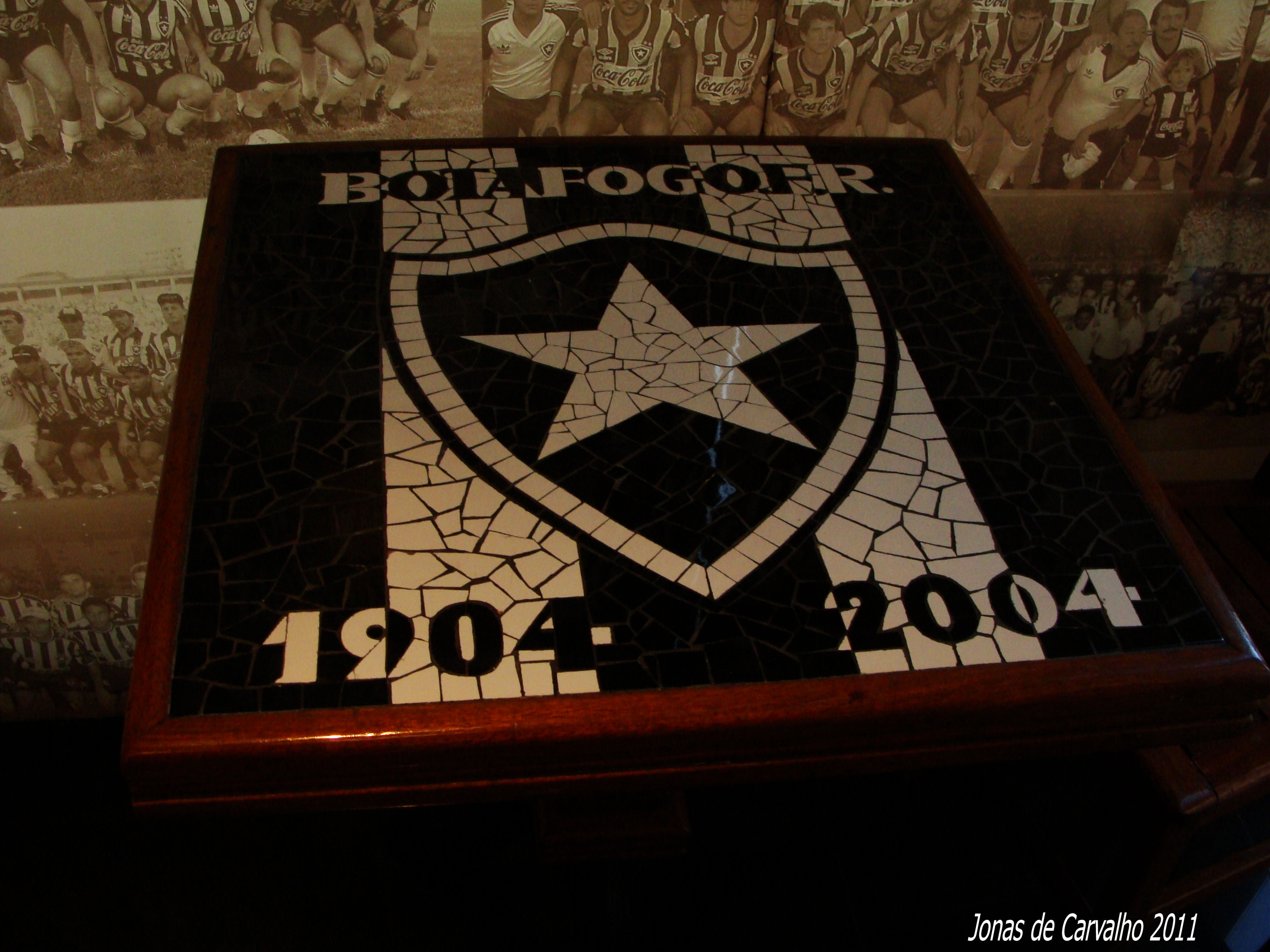
Restaurante

Na época, o Botafogo, em parceria com uma empreiteira, recuperou inteiramente o palacete e ergueu no terreno do antigo estádio um shopping center, o atual Casa e Gourmet Rio (antigo Rio Plaza e Rio Off-Price), em cuja cobertura estão hoje o seu campo de treinos (que leva o nome do antigo craque Nílton Santos), o Centro de Treinamento João Saldanha (homenagem ao falecido jornalista e treinador que levou o clube ao título de campeão carioca em 1957), local de concentração para equipe com uma dúzia de apartamentos, além de um ginásio de basquete e vôlei, três piscinas para sócios, quadras polivalentes, restaurante e outros equipamentos. A reinauguração do novo complexo sócio esportivo, em 22 de janeiro de 1992, marcou um forte revigoramento do Botafogo no cenário futebolístico nacional e internacional.

## General Severiano no Século XXI
Em 2004, ano do centenário do futebol do clube, o Botafogo decidiu voltar às suas raízes e foi inaugurado o centro de treinamentos da equipe profissional em General Severiano. O Centro de Treinamento João Saldanha concentrava o alojamento do time principal, espaço para treinos, vestiários, refeitório e salas de lazer, além de um campo de grama natural e outro de grama sintética. O CT ainda conta com a sala de imprensa Armando Nogueira.

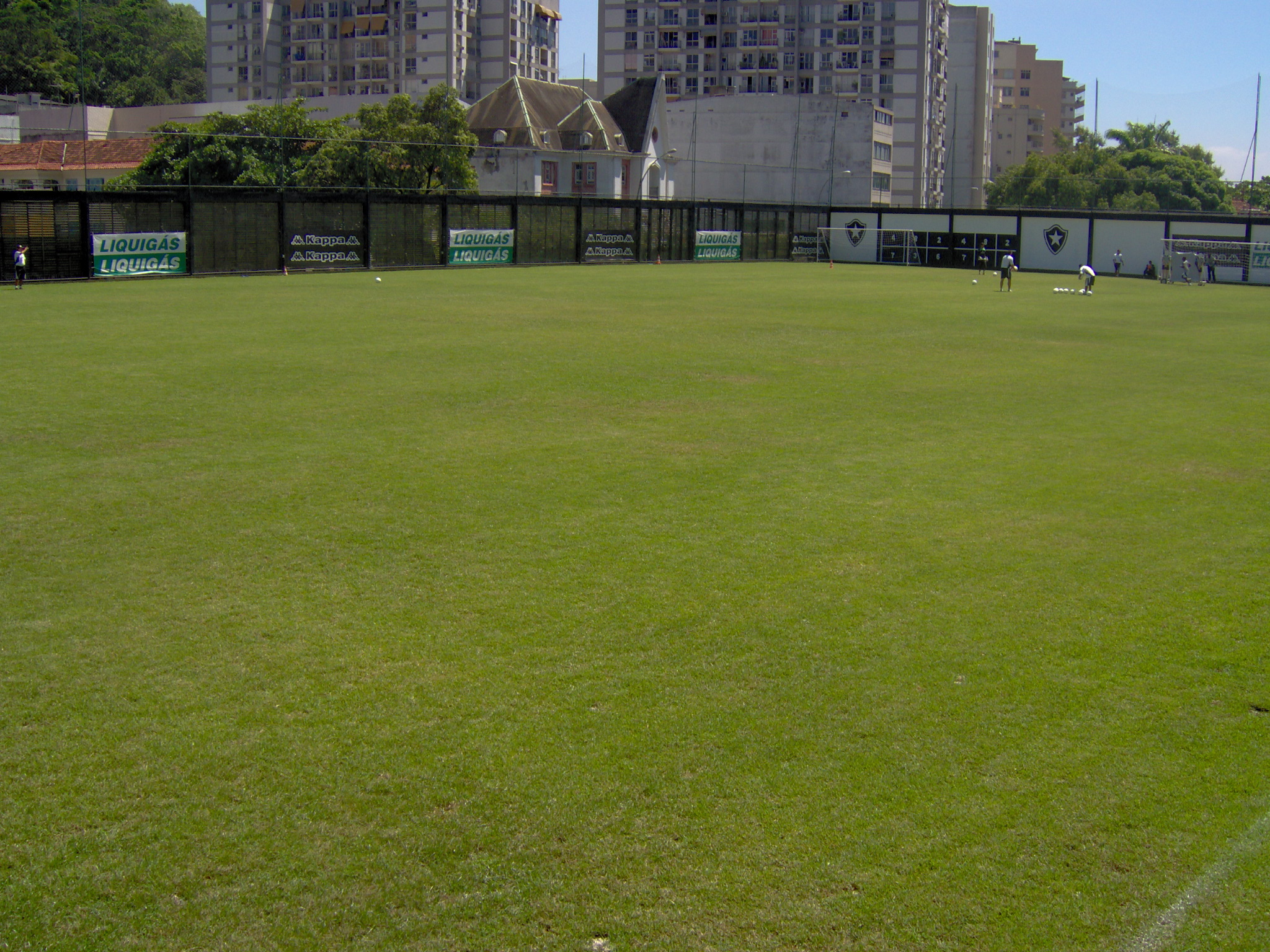
CT João Saldanha

Até 2018, ano em que o time profissional foi para o CT do Espaço Lonier, muitos jogadores passaram por General Severiano. Além das lendas do século XX como Didi, Garrincha, Jairzinho e Nilton Santos, no século XXI passaram e treinaram ali, jogadores como o Goleiro Jefferson, Loco Abreu que chegou a usar provisoriamente os apartamentos do CT João Saldanha e mesmo Seedorf treinou ali em 2013.

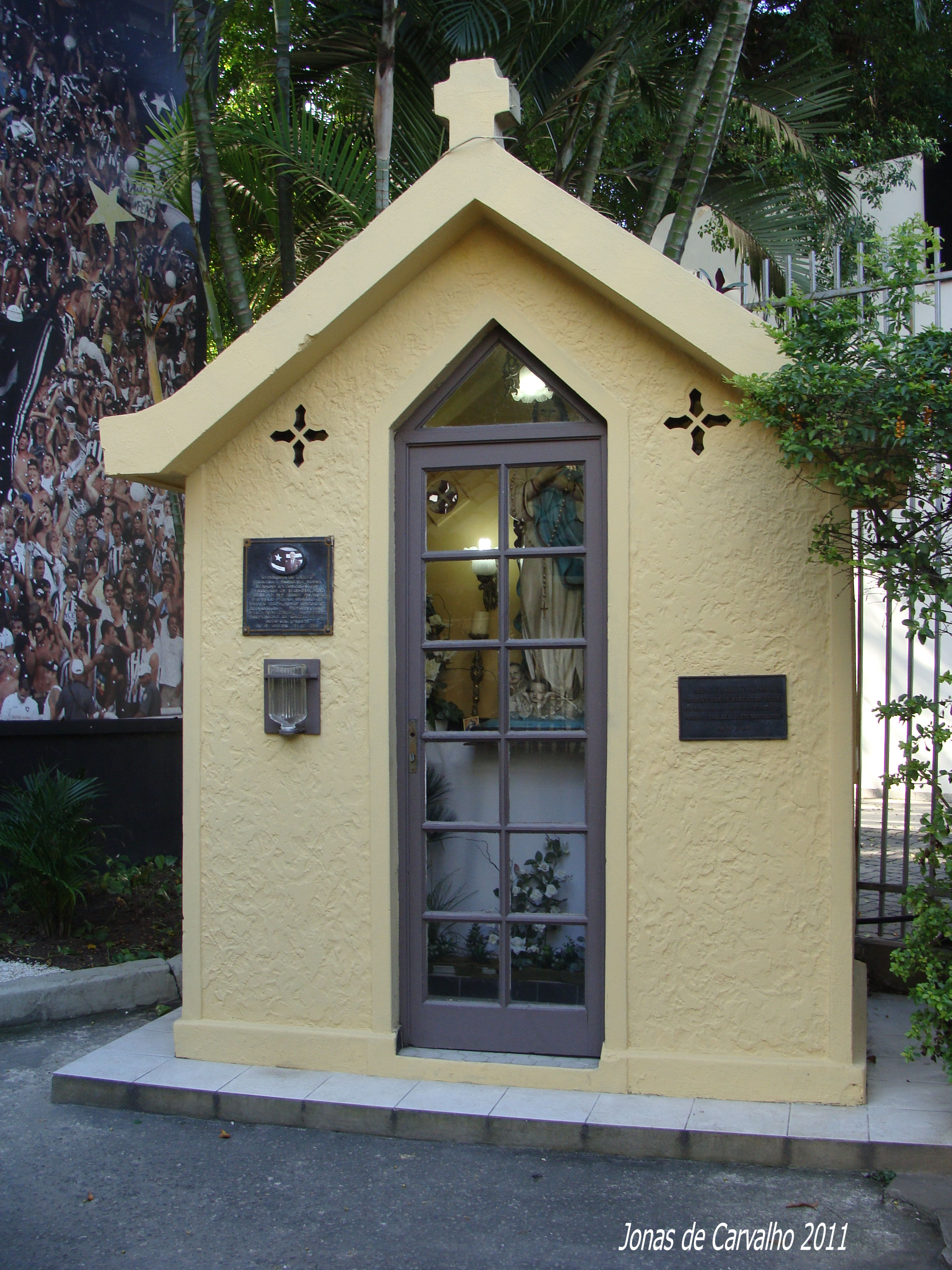
Capelinha do Carlito

Hoje a sede possui algumas atrações visadas pela torcida do Glorioso, como o restaurante, bar, com cardápio temático e decoração alvinegra; a Sala de Troféus, com as maiores conquistas do clube, o Memorial dos Fundadores e o Túnel do Tempo, que homenageia à gloriosa história do clube, no percurso do túnel é possível ouvir narrações de gols e títulos históricos do Botafogo, além de músicas cantadas pelos torcedores nos estádios e ao mesmo tempo ver imagens daqueles que fizeram a história do Alvinegro . General Severiano também é palco de eventos como rodas de samba e a transmissão de grandes jogos como a Final da Copa Libertadores de 2024. O Botafogo inaugurou na sede de General Severiano, a escultura em homenagem a Garrincha, um dos maiores ídolos da história do clube. Nomeada "O Drible de um Anjo", a escultura têm o eterno camisa 7 alvinegro com a bola nos pés e asas de um anjo nas costas. A obra faz alusão ao apelido de Garrincha, chamado de "o anjo das pernas tortas" e foi desenhada pelo arquiteto Daniel Brandimarte e executada pelo artista plático Glauco Bernardi, a estátua ficará na frente da sede de General Severiano.
Além disso, o clube inaugurou também o farol da estrela solitária. Com altura de 27 metros, o projetor desenhará a estrela presente no escudo do Botafogo no céu do Rio de Janeiro à noite. O Clube está abrindo o Museu Botafogo em General Severiano, para uma experiência imersiva sobre história do clube, o museu ocupará o primeiro andar do casarão histórico de General Severiano.

## Ginásio Oscar Zelaya
O Ginásio Oscar Zelaya, reformado em 2023, está localizado na sede e abriga durante toda a temporada, centenas de treinos partidas de basquete do clube, pelo NBB, a equipe de futsal, além de diversos eventos.
Com capacidade para até mil pessoas, o ginásio, além de ser a casa do basquete do Glorioso, está pronto para receber todo tipo de ativação artística, cultural e promocional. 

## Manequinho

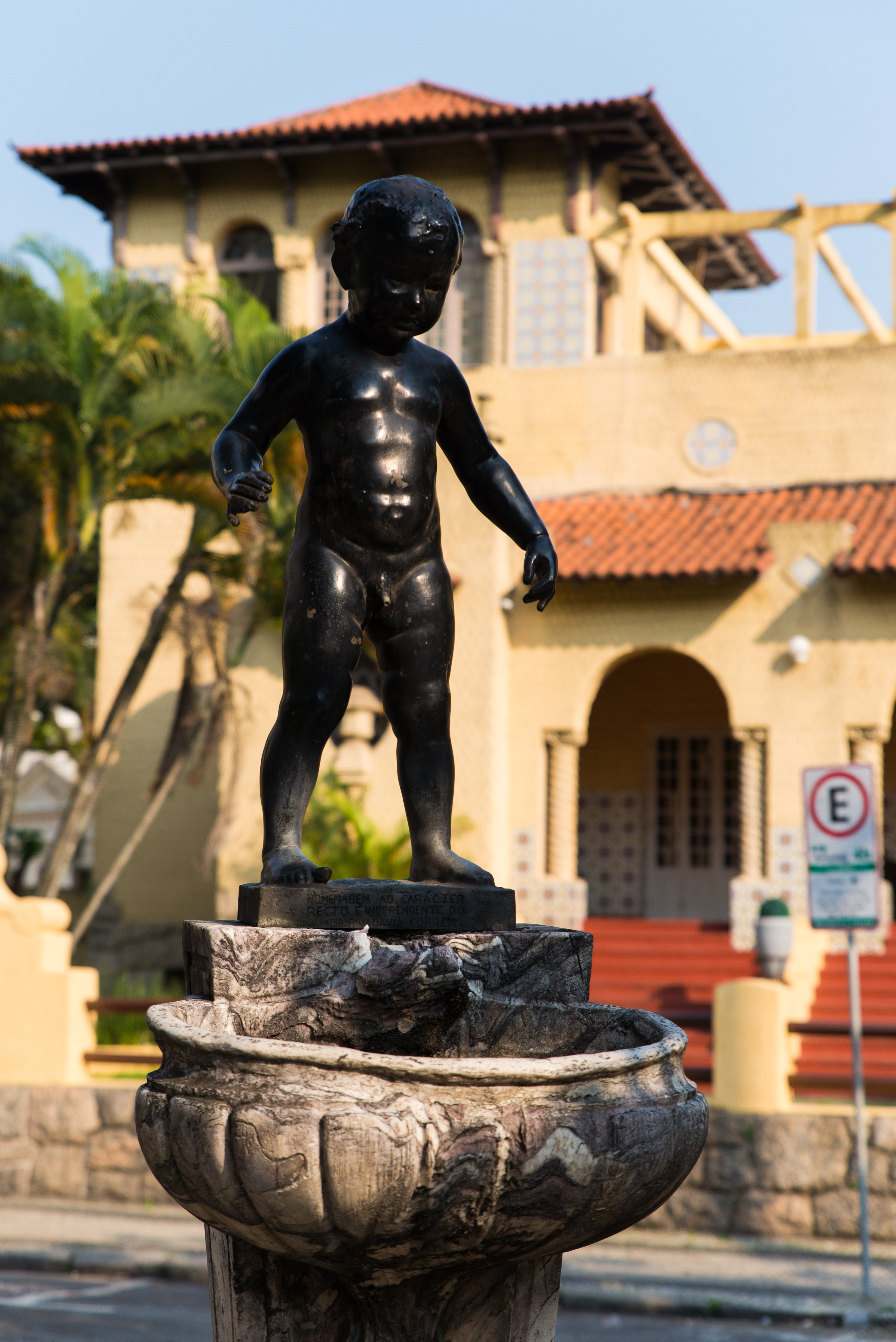
Estátua do Manequinho

Um dos principais símbolos do clube, o Manequinho, se localiza na entrada de General Severiano, onde os torcedores se dirigem após conquistas de títulos, para vestir a estátua com a camisa do clube, tradição que começou ainda na praia de Botafogo, em 1957, quando a estátua ali se localizava. Desde 1994 o Manequinho fica localizado no largo Beth Carvalho, em frente à entrada de General Severiano.
Não é incomum a sede de general ser citada pela torcida em cânticos nos estádios.
"Chegou a hora da volta por cima, é tempo de alegria, eu sou do preto e branco,

Em General vamos comemorar, Vestir o Manequinho no final do ano"— Letra de Música que cita a sede, e é cantada por torcedores botafoguenses